# Meteorites
Meteorites es el duodécimo álbum de estudio de la banda británica de rock Echo & the Bunnymen, publicado el 3 de junio a través de 429 Records y producido por Youth y Andrea Wright.

## Lista de canciones
Todas las canciones compuestas por Ian McCulloch, excepto donde se indique lo contrario
1. "Meteorites" [Martin Glover/Ian McCulloch] - 5:12
2. "Holy Moses" - 3:43
3. "Constantinople" - 4:55
4. "Is This a Breakdown?" - 3:56
5. "Grapes Upon the Vine" - 3:37
6. "Lovers On the Run" [Glover/McCulloch] - 4:46
7. "Burn It Down" - 3:57
8. "Explosions" [Glover/McCulloch] - 4:37
9. "Market Town" - 7:38
10. "New Horizons" - 5:26

## Personal
Echo & the Bunnymen
- Ian McCulloch - voz, guitarra, bajo
- Will Sergeant - guitarra

Personal adicional
- Youth - bajo, producción, mezcla
- Eddie Banda, Jamie Grashion, Tom Grashion - ingeniería
- David Bianchi, Nick Ember - mánager
- Michael Rendall - masterización, mezcla, grabación, programación
- Andrea Wright - producción adicional, grabación, programación
- Luke Insect - diseño